# لويس إم. ستيفنز
لويس إم. ستيفنز هو سياسي أمريكي، ولد في 11 يوليو 1898، وتوفي في 15 يوليو 1963. نشط حزبياً في الحزب الجمهوري.